# Álvaro Escallón Villa
Álvaro Escallón Villa (Cartagena de Indias, 25 de octubre de 1924 – Bogotá, 18 de mayo de 2021) fue un político y economista colombiano.
Miembro del Partido Liberal Colombiano.

## Biografía
Realizó los estudios primarios en el Colegio La Esperanza de Cartagena, los de bachillerato  en Augusta Military Academy , Virginia (USA) y los profesionales en University of Southern California (USC) . Concluidos los estudios universitarios regresa a Cartagena para colaborar con su madre Emma Villa de Escallon y su hermano Rafael en la dirección del periódico  Diario de la Costa. 
En 1946 conoce a Alfonso Lopez Michelsen,quien asistía a un congreso de juristas que se realizaba en Cartagena.
El presidente Mariano Ospina Perez nombra como primer embajador de Colombia ante la recién creada Organización de las Naciones Unidas (ONU) a Afonso Lopez Pumarejo .  
En su afán por ir conformando su grupo de colaboradores , Lopez Pumarejo le pide a su hijo Alfonso un recomendado joven que hable ingles,para que sea su secretario privado y primer secretario de la misión colombiana. “Ese joven que me pides esta en Cartagena y se llama Alvaro Escallon Villa.”
Vive en Nueva York hasta que se produce el asesinato de Jorge Eliecer Gaitán y el Partido Liberal se retira del gobierno.
Regresa nuevamente a Colombia , pero esta vez a Bogota, para trabajar como gerente del periódico El Liberal , que junto con El Tiempo y El Espectador eran los órganos informativos del liberalismo. En la década de los 50 funda el Noticiero Cinematográfico Actualidad Panamericana y colabora con la Revista “La Calle “ establecida por un grupo de jóvenes liberales. 
```
Participa en la construcción del Movimiento Revolucionario Liberal (MRL)  junto con Alfonso Lopez Michelsen, Indalecio Lievano Aguirre, Alvaro Uribe Rueda, Maria Elena de Crovo, Juan Jose Turbay, Ramiro de la Espriella, Hugo Latorre Cabal, Jaime Ucros Garcia, Ramiro Andrade Terán  y otros.
[
3
]
[
4
]
```

Fue representante a la cámara, senador de la República, gobernador de Bolivar, miembro de la dirección nacional liberal, tesorero del partido liberal, embajador extraordinario y plenipotenciario ante la conferencia del Mar (ONU), La República de China y La República de Polonia. Miembro negociador con el ELN y las Farc durante los gobiernos de Lopez y Betancur.
Otras de sus pasiones fue la educación , participó durante 50 años como miembro del consejo directivo de la Universidad Jorge Tadeo Lozano y  fue en 1948 uno de los fundadores de la Universidad de los Andes